# It Won't Take Long
|  | Sammenskrivningsforslag Artiklen It Won't Take Long er foreslået føjet ind i A Bigger Bang. (Siden august 2020) Diskutér forslaget |

"It Won't Take Long" er en sang, der blev skrevet af sangskriverparret Mick Jagger og Keith Richards til bandet The Rolling Stones album A Bigger Bang fra 2005.
Til den indspillede version sang Jagger, mens Richards spillede den elektriske guitar sammen med Ron Wood, hvor Wood spillede soloen. Trommerne spillede Charlie Watts, mens Darryl Jones spillede bass. Orgelet blev spillet af Chuck Leavell. Koret bestod af Jagger og Richards .

### Fodnote
1. ↑  "It Won't Take Long". Arkiveret fra originalen 31. oktober 2007. Hentet 17. februar 2008.